# Das 11. Gebot

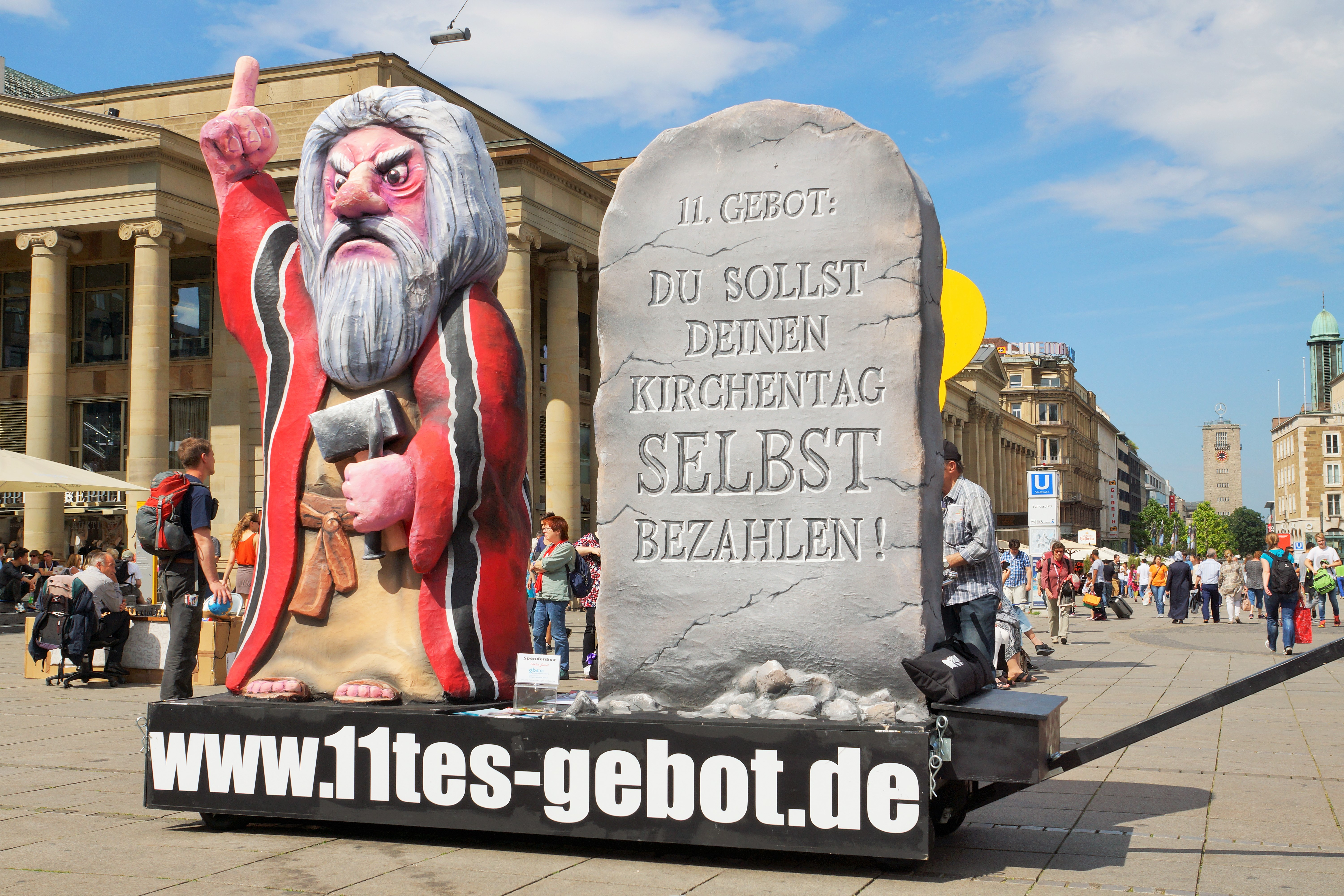
Kunstaktion Das 11. Gebot (Du sollst deinen Kirchentag selbst bezahlen!) beim Deutschen Evangelischen Kirchentag 2015 in Stuttgart

Die Kunstaktion Das 11. Gebot: „Du sollst Deinen Kirchentag selbst bezahlen!“  ist ein Projekt des Augsburger Schreinermeisters und Aktionskünstlers David Farago (* 1980). Bei der Kunstaktion wird eine knapp drei Meter hohe Moses-Plastik gezeigt, die ihren Zeigefinger mahnend in den Himmel reckt und neben einer Gesetzestafel mit dem neuen 11. Gebot steht. Das Projekt wird von der Giordano-Bruno-Stiftung gefördert.

## Aktionen
Seit dem Katholikentag in Regensburg 2014 wird die Kunstaktion gegen die Mitfinanzierung von Kirchentagen und Katholikentagen aus öffentlichen Geldern während der Veranstaltungen oder auch während der vorangehenden politischen Willensbildungsprozesse um die Bewilligung der Zuschüsse gezeigt, zum Beispiel Katholikentag 2018 in Münster, Katholikentag 2024 in Erfurt oder Kirchentag 2027 in Düsseldorf.
Deutscher Evangelischer Kirchentag 2027
Zur Vorbereitung des Deutschen Evangelischen Kirchentages 2027 in Düsseldorf übernahm der Leiter der Kunstaktion, David Farago, im Oktober 2024 den Vorsitz des Trägervereins „40. Deutscher Evangelischer Kirchentag Düsseldorf 2027 e.V.“ (Vereinsregister Fulda, VR 2909) und wirkte an einem Programmvorschlag mit, der am 9. Januar 2025 der Öffentlichkeit vorgestellt wurde. Das vom Trägerverein vorgestellte Motto des Kirchentages aus 1. Buch Mose 11,1 nimmt Bezug auf die Moses-Figur und das „11. Gebot“ der Kunstaktion. Die Aktion fand breite mediale Resonanz und machte darauf aufmerksam, dass mit dem Trägerverein staatliche Subventionen in Höhe von 13 Millionen Euro für die fünftägige Veranstaltung abgerufen werden können. In dem nachfolgenden Streit um ein von der evangelischen Kirche gegen den Trägerverein angestrengtes Amtslöschungsverfahren erklärte Farago, dass die anstehende Entscheidung des Gerichts akzeptiert werde.

## Rezeption
Die spätere EKD-Ratsvorsitzende Annette Kurschus bezeichnete 2015 die Kunstaktion als das „elfte, biestige Gebot“, die Figur wirke, als sei sie aus Monty Pythons Das Leben des Brian entwischt, „mit Zeigefinger und Jesuslatschen, biestig und geizig, antiquiert und autoritär“.
Für die Evangelische Zentralstelle für Weltanschauungsfragen bewertete Edgar Wunder, Referent am Sozialwissenschaftlichen Institut der EKD, im Jahr 2022 die Kunstaktion in dem Artikel Kirchentage als antiklerikaler Mobilisierungsanlass eher kritisch. Es handele sich um eine „grimmig dreinblickenden, an einen Troll erinnernde Figur, die angeblich Moses darstellen soll“, aber „trotz polemischer Überspitzungen antikirchlicher Akteure“ sollte „fair und angemessen“ reagiert werden, denn „in Zeiten fortschreitender Säkularisierung und hoher Verschuldung der kommunalen Haushalte“ sei „die finanzielle Förderung von Kirchentagen keine Selbstverständlichkeit mehr“.